# Complex Pauma
El Complex Pauma és un patró arqueològic prehistòric entre amerindis de Califòrnia, definits inicialment per Delbert L. True al nord de San Diego, Califòrnia.
El complex està datat en general al període Holocè mitjà. Això fa que a nivell local la successora del Complex San Dieguito, predecessor del prehistòric tardà Complex San Luis Rey, i contemporani amb el Complex La Jolla a la costa del comtat de San Diego.
S'han identificat llocs del complex Pauma principalment a la vall del riu San Luis Rei i a l'altiplà sud de Valley Center al sud.

## Característiques
Els trets arqueològics que distingeixen el complex Pauma inclouen:
- Alta freqüència de manos
- Presència de petits raspadors cupulats finament treballats
- Presència de ganivets i punts
- Presència de discoïdals i pedres dentades
- Predomini de les eines de rectificat sobre eines en flocs
- Predomini de metates de conques profundes sobre metates de llosa
- Predomini de martells llamborda sobre martells centrats
- Baixa freqüència de les eines de llamborda
- Escassetat de llambordes i raspadors
- Predomini de roca volcànica sobre quarsita com a material
- Extrema escassetat d'obsidiana